# ويليام ر. روبرتس
ويليام ر. روبرتس (بالإنجليزية: William R. Roberts) هو دبلوماسي وسياسي أمريكي، ولد في 1830 في نيويورك في الولايات المتحدة، وتوفي بنفس المكان في 1897. حزبياً، نشط في الحزب الديمقراطي. وقد انتخب سفير وانتخب عضو مجلس النواب الأمريكي.